# Xenochelifer derhami
Xenochelifer derhami är en spindeldjursart som beskrevs av William B. Muchmore 1998. Xenochelifer derhami ingår i släktet Xenochelifer och familjen tvåögonklokrypare. Inga underarter finns listade i Catalogue of Life.